# Família Bronfman
A família Bronfman é uma família judia canadense-americana. Ele deve sua fama inicial a Samuel Bronfman (1889–1971), que fez uma fortuna no negócio de bebidas destiladas alcoólicas durante a proibição americana pela Seagram Company, da família.
A família é descendente de judeus russos e judeus romenos; "eram originalmente agricultores de tabaco da Bessarábia". Segundo o repórter da equipe do New York Times Nathaniel Popper, a família Bronfman é "talvez a maior força isolada no mundo caritativo judaico".

## Obras ou publicações
- «Dinastia da família Bronfman». no Biography (vídeo)
- Coleção Seagram Museumno Museu e Biblioteca Hagley (encontrar ajuda)

### Família Bronfman
- Faith, Nicholas. The Bronfmans: The Rise and Fall of the House of Seagram. Nova Iorque: St. Martin's Press, 2006. ISBN 978-0-312-33219-8[6]
- Gittins, Susan. Behind Closed Doors: The Rise and Fall of Canada's Edper Bronfman and Reichmann Empires. Scarborough, Ont: Prentice Hall Canada, 1995. ISBN 978-0-131-82189-7[7]
- MacLeod, Roderick, e Eric John Abrahamson. Spirited Commitment The Samuel and Saidye Bronfman Family Foundation, 1952-2007. Montréal: Published for the Samuel and Saidye Bronfman Foundation by McGill-Queen's University Press, 2010. ISBN 978-0-773-58333-7ISBN 978-0-773-58333-7
- Marrus, Michael R. Samuel Bronfman: The Life and Times of Seagram's Mr. Sam. Hanover: Publicado pela University Press of New England [for] Brandeis University Press, 1991. ISBN 978-0-585-26546-9
- Newman, Peter Charles. Bronfman Dynasty: The Rothschilds of the New World. Toronto: McClelland e Stewart, 1978. ISBN 978-0-771-06758-7
  - Também publicada como Newman, Peter Charles. King of the castle: the making of a dynasty: Seagram's and the Bronfman empire. Nova Iorque: Atheneum, 1979.
- Whisky man inside the dynasty of Samuel Bronfman. Kelowna, B.C.: distribuído pela FilmWest Associates: 1996. (video)
  - Resumo do vídeo: "Documenta a ascensão ao sucesso da Família Bronfman, que veio ao Canadá como imigrantes pobres e se tornou rica e poderosa através da venda (através da Proibição) e da destilação de uísque (Seagram Company). Os membros da família lembram o caráter duro e determinado de Samuel, que lutou por aceitação social e respeitabilidade enquanto alienava muitos de sua família."[8]

### Charles Bronfman
- Bronfman, Charles, e Jeffrey Solomon. The Art of Doing Good: Where Passion Meets Action. São Francisco: Jossey-Bass, 2012. ISBN 978-1-1182-8574-9
- Bronfman, Charles, e Jeffrey Solomon. The Art of Giving: Where the Soul Meets a Business Plan. São Francisco, CA: Jossey-Bass, 2010. ISBN 978-0-4705-0146-7

### Edgar Bronfman, Sr
- Bronfman, Edgar M., e Jan Aronson. The Bronfman Haggadah. WorldCat. Nova Iorque: Rizzoli International Publications, 2012. ISBN 978-0-8478-3968-1
- Bronfman, Edgar M. Good Spirits: The Making of a Businessman. Nova Iorque: Putnam, 1998. ISBN 978-0-399-14374-8
- Bronfman, Edgar M., e Beth Zasloff. Hope, Not Fear: A Path to Jewish Renaissance. Nova Iorque: St. Martin's Press, 2008. ISBN 978-0-3123-7792-2
- Bronfman, Edgar M. The Making of a Jew. Nova Iorque: Putnam, 1996. ISBN 978-0-399-14220-8
- Bronfman, Edgar M., e Catherine Whitney. The Third Act: Reinventing Yourself After Retirement. Nova Iorque: G. P. Putnam, 2002. ISBN 978-0-399-14869-9

### Saidye Bronfman
- Bronfman, Saidye. My Sam: A Memoir. Erin, Ontário: Porcupine's Quill, 1982. Impresso em particular. Mil cópias foram impressas. Escrito por sua esposa, Saidye Rosner Bronfman.

### Phyllis Lambert
- Lambert, Phyllis e Barry Bergdoll. Building Seagram. New Haven, Connecticut; Londres, Inglaterra: Yale University Press, 2013. ISBN 978-0-300-16767-2
  - Resumo do livro: "O edifício Seagram se ergue sobre a Park Avenue de Nova Iorque, parecendo flutuar acima da rua com linhas perfeitas de bronze e vidro. Considerado um dos maiores ícones da arquitetura do século XX, o prédio foi encomendado por Samuel Bronfman, fundador da dinastia da destilaria canadense Seagram. A filha de Bronfman, Phyllis Lambert, tinha 27 anos quando assumiu a busca por um arquiteto e escolheu Mies van der Rohe (1886-1969), um mestre moderno pioneiro do que ele chamou de arquitetura "pele e ossos". Mies, que projetou a elegante e enganosamente simples torre de trinta e oito andares, juntamente com Philip Johnson (1906-2005), enfatizou a beleza da estrutura e materiais finos e afastou o edifício da avenida, criando um oásis urbano com a praça do edifício. Por sua escolha, Lambert estabeleceu seu papel como um dos principais patrocinadores da arquitetura e, sozinho, mudou a face da arquitetura urbana americana. Building Seagram é uma história pessoal e acadêmica abrangente de um edifício importante e seus legados arquitetônicos, culturais e urbanos. Lambert usa arquivos pessoais, correspondências da empresa e fotografias não publicados anteriormente para contar a visão privilegiada dos debates, resoluções e dramas desconhecidos da construção do edifício, bem como seu papel crucial na história da arte moderna e da cultura arquitetônica".[9][10]

## Filantropia
Em 1994, a família Bronfman, em colaboração com a Universidade McGill em Montreal, Quebec, apoiou o estabelecimento do Instituto McGill de Estudo do Canadá (MISC), um instituto de pesquisa canadense apartidário.:3